# Billy Talent II
Billy Talent II ist das zweite Studioalbum der kanadischen Rockband Billy Talent. Es erschien am 27. Juni 2006. Es ist bislang ihr erfolgreichstes Album und erreichte in Deutschland und Kanada die Spitze der Albumcharts.

## Entstehung
Die erste Single Devil in a Midnight Mass wurde am 12. Juni 2006 veröffentlicht.
Der Song Red Flag ist bereits aus den Videospielen Burnout Revenge, Burnout Legends, SSX on Tour und NHL 06 bekannt. Außerdem ist eine Demoversion auf der Compilation Black by Popular Demand von Atlantic Records zu finden.
Surrender stand am Valentinstag 2006 exklusiv als Download auf der Band-Website bereit. In einem Interview mit MuchMusic verriet die Band, dass es sich dabei um ein Liebeslied handelt. Radioaufnahmen von Surrender, Covered in Cowardice, This Suffering und Worker Bees gab es schon einige Wochen vorher im Internet zu finden.
Das komplette Album gab es ab dem 19. Juni 2006 bereits im BitTorrent-Netzwerk zu finden. Am 23. Juni konnte man auf ihrer offiziellen Myspace-Seite das gesamte Album hören. Jedoch konnte man die Titel nicht vor oder zurück schalten, sondern musste es von Anfang bis Ende hören.
Die beiliegenden Liedtexte wurden von Henry Fong illustriert.

## Titelliste
1. Devil in a Midnight Mass – 2:52
2. Red Flag – 3:11
3. This Suffering – 3:57
4. Worker Bees – 3:50
5. Pins And Needles – 3:15
6. Fallen Leaves – 3:28
7. Where Is the Line? – 3:50
8. Covered in Cowardice – 4:23
9. Surrender – 4:07
10. The Navy Song – 4:30
11. Perfect World – 3:08
12. Sympathy – 3:18
13. Burn the Evidence – 3:40

Bonussongs
1. Beach Balls (3:51) (Best Buy, Vereinigte Staaten)
2. When I Was a Little Girl (2:11) (Best Buy, Vereinigte Staaten; ursprünglich auf dem Album Watoosh!)
3. Ever Fallen in Love (With Someone You Shouldn’t’ve) (Coverversion von Buzzcocks, nur in der iTunes Version und auf der EP zu Red Flag)
4. Fallen Leaves (Live) (Download)

## Singles
- Devil in a Midnight Mass (20. April 2006)
- Red Flag (15. September 2006)
- Fallen Leaves (19. November 2006)
- Surrender (15. Juni 2007)
- This Suffering (26. November 2007)

## Erfolg
Billy Talent erzielten mit ihrem zweiten Studioalbum Billy Talent II neben Erfolgen im Heimatland Kanada auch einige Erfolge im deutschsprachigen Raum.
In Kanada verkaufte sich das Album über 200.000 Mal und wurde dort inzwischen zweimal mit der Platin-Schallplatte ausgezeichnet. Daneben erreichte Billy Talent II dort Platz eins der Charts.
Auch in Deutschland stieg das Album auf Platz 1 der Charts und hielt sich in den Chartranglisten 66 Wochen lang. Nachdem über 300.000 Stück verkauft waren, wurde das Album in Deutschland dreimal mit Gold ausgezeichnet.
Daneben wurde das Album auch in Österreich einmal mit der Platin-Schallplatte ausgezeichnet, allerdings musste dazu nur eine Hürde von 30.000 verkauften Stück aufgrund der ländertechnischen Unterschiede gemeistert werden. Auch hier wurde eine Top Chartplatzierung erzielt und Billy Talent II hielt sich in Österreich 84 Wochen in den Hitparaden.
Im englischsprachigen Raum fiel der Erfolg kleiner aus. Billy Talent II gelangte in den Vereinigten Staaten beispielsweise nur auf Platz 134 der Billboard Hot 200.